# Гареєв Радік Арсланович
Гареєв Радік Арсланович (рос. Гареев Радик Арсланович, 23 березня 1956, Янаул, СРСР — 29 жовтня 1996, Уфа, Росія) — радянський та російський естрадний і оперний співак (баритон). Народний артист Башкирської АРСР (1983). Народний артист РРФСР (1989). Член-кореспондент Міжнародної академії мистецтв.

## Життєпис
Співак народився у невеликому селищі Янаул, що на північному заході Башкортостану, в багатодітній родині (Радік був восьмим серед дев'яти дітей). Музичні здібності хлопця стали помітними ще з дитинства. У 1979 році він закінчив вокальний відділ Уфимського училища мистецтв та вступив до Уфимського державного інституту мистецтв, випускником кафедри сольного співу якого став чотири роки потому (клас Міляуші Муртазіної). Будучи студентом, став лауреатом всерадянського та всеросійського конкурсів виконавців у Дніпропетровську та Сочі, а також отримав гран-прі Міжнародного конкурсу пісні «Червона гвоздика» (1983), завдяки чому став доволі відомим на теренах СРСР. Саме після цього успіху Гареєв починає співпрацювати з такими відомими композиторами, як Олександра Пахмутова та Ян Френкель.
Репертуар співака був доволі різноманітним: він виконував як оперні арії (з 1980 року — соліст Башкирського державного театру опери та балету) та естрадні композиції, так і башкирські народні пісні. На сцені оперного театру він виконував партії Жермона («Травіата» Джузеппе Верді), Моралеса («Кармен» Жоржа Бізе), Фігаро («Севільський цирульник» Джоаккіно Россіні), Греміна («Євгеній Онєгін» Петра Чайковського) тощо. З 1990 по 1995 рік Гареєв обіймав посаду директора театру, продовжуючи виступи як співак.
Радік Гареєв передчасно помер 29 жовтня 1996 року в Уфі. Похований на мусульманському кладовищі міста.

## Нагороди та звання
- Народний артист Башкирської АРСР (1983)
- Народний артист РРФСР (1989)
- Член-кореспондент Міжнародної академії мистецтв
- Лауреат міжнародного фестивалю «Червона гвоздика» (1983)